# Кипчумба, Роберт
Роберт Кипкорир Кипчумба — кенийский бегун на длинные дистанции. Чемпион мира среди юниоров в беге на 10 000 метров 2000 года. На чемпионате мира по полумарафону 2006 года занял 1-е место в командном зачёте и 2-е место в личном первенстве. Чемпион мира по полумарафону 2007 года в командном зачёте. Победитель Лиссабонского полумарафона 2007 года с результатом 1:00.31. В 2009 году занял 8-е место на дебютном Роттердамском марафоне.
Победитель Сямыньского марафона 2011 года — 2:08.07.